# Sten Stensson Stéen från Eslöv på nya äventyr
Sten Stensson Stéen från Eslöv på nya äventyr är en svensk film från 1932 i regi av Gösta Hellström och Elis Ellis. 

## Om filmen
Filmen premiärvisades 19 september 1932 på biograf Skandia i Stockholm. Filmen spelades in i Filmstaden Råsunda med exteriörer från Lund, Skanör, Limhamn och Eslöv av J. Julius.
Filmens förlaga var John Wigforss folklustspel Sten Stensson Stéen från Eslöf som uruppfördes 1902. Det spelades över 1 500 gånger under 1920-talet med Elis Ellis i huvudrollen.

## Rollista
- Elis Ellis – Sten Stensson Stéen, juris. stud.
- Karin Swanström – Tuttan Möller, revydirektris
- Brita Appelgren – Anette, hennes dotter, revyskådespelerska
- Adolf Jahr – Sven Löfman, medicine studerande
- Maritta Marke – Betty, värdinna på Pålmans Pensionat
- Edvard Persson – Karlsson, poliskonstapel, kallas Musikaliska Karlsson
- Eric Abrahamsson – teaterkamrern
- Thor Modéen – poliskommissarien
- Charlie Almlöf – Antonio Svensson, ficktjuvarnas konung
- George Sylwan – Malmö-Jocke, tjuv
- Dagmar Olsson – fröken Månsson, fil. kand.
- Georg Skarstedt – skådespelare på tåget
- John Melin – skådespelare på tåget
- Ludde Juberg – skådespelare på tåget
- Bengt-Olof Granberg – skådespelare på tåget

## Musik i filmen
- Opp Amaryllis, vakna min lilla (Fiskafänget), kompositör och text Carl Michael Bellman, sång Adolf Jahr
- Weibergeschwätz, kompositör Giuseppe Becce, instrumental.
- Movitz blåste en konsert, kompositör och text Carl Michael Bellman, sång Adolf Jahr
- Joachim uti Babylon, kompositör och text Carl Michael Bellman, sång Adolf Jahr
- La Marseillaise (Marseljäsen), kompositör och fransk text Claude Joseph Rouget de Lisle, svensk text Edvard Fredin
- Carnival of Venice (Karneval i Venedig/Min hatt den har tre kanter), bearbetning Pietro Frosini, instrumental.
- Köp hjärtan (En liten amulett), kompositör Jules Sylvain, text S.S. Wilson, framförs gnolande av Brita Appelgren
- + Tis the Last Rose of Summer, text Thomas Moore efter en irländsk folkmelodi, framförs på munspel av Adolf Jahr och Edvard Persson
- Varje steg är ett steg mot himlen, kompositör Fred Winter, text Fritz Gustaf, sång Adolf Jahr och Karin Ygberg som dubbar Brita Appelgren, framförs på munspel av Edvard Persson
- Har du en motor skall den skötas som en kvinna (Pratt eller Schell), kompositör Fred Winter, text Fritz Gustaf, sång Adolf Jahr och Karin Ygberg som dubbar Brita Appelgren
- Will You Love Me in December As You Do in May? (Skall du älska mig i december lika mycket som i maj?), kompositör Ernest R. Ball, engelsk text James J. Walker, svensk text Gösta Stevens, sång Maritta Marke och Adolf Jahr, framförs på gitarr av Maritta Marke och på piano av Adolf Jahr
- Still ruht der See (Lugn hvilar sjön), kompositör och text Heinrich Pfeil
- Du gamla Skåneland (Skånevisa), kompositör Arvid Malmros, text Henry Richter, sång Edvard Persson